# Dimotiki
Dimotikí (eigenlijk (Grieks): δημοτική γλώσσα, d.i. volkstaal) is de wetenschappelijke naam voor het eigentijdse, algemeen gesproken en geschreven Grieks zoals dit in Griekenland en op Cyprus wordt gebruikt.
De val van Constantinopel in 1453 betekende het einde van het Grieks als levende cultuur- en schrijftaal. In Griekenland leefde het Grieks nog slechts als de spreektaal van een verarmde, cultureel onmondig gebleven bevolking, die ondanks het taalimperialisme van de Turkse bezetters haar eigenheid wist te bewaren. Het Turks oefende uiteraard, zeker op het gebied van de woordenschat, een grote invloed uit op de Griekse volkstaal.
Om die reden pleitte de Griekse regering bij de Onafhankelijkheid voor een terugkeer naar wat zij als de onaangetaste geleerdentaal van de Byzantijnse christenheid beschouwde, de katharevousa. Maar die gewenste omschakeling liep uit op een grote mislukking: het Griekse volk bleef, hierbij gesteund door een aantal toonaangevende letterkundigen, als spreektaal de dimotikí hanteren, met haar eenvoudiger morfologie en syntaxis.
Sinds 1977 gebruikt Griekenland in schoolboeken en wetsvoorstellen de dimotiki. Voordien werd hiervoor de katharévousa gebruikt.
Aan het begin van de 21e eeuw bestaat er een tendens om voor de moderne Griekse omgangstaal de term "kini neo-elliniki glossa" (gemeenschappelijke Nieuw-Griekse taal) te gebruiken. Dit is een tussentaal, die de voordelen van katharévousa en dimotiki in zich verenigt.